# Artículo 1 de la Constitución española de 1978
El artículo 1 de la Constitución Española de 1978 es uno de los preceptos más fundamentales del texto constitucional, y constituye la base sobre la que se estructura el Estado español. Este artículo establece los principios esenciales que definen la naturaleza jurídica y política del país, determinando que España es un Estado social y democrático de Derecho, donde la soberanía nacional reside en el pueblo español y cuya forma de gobierno es la monarquía parlamentaria.
Proclamado como parte del Título Preliminar de la Constitución, el artículo 1 sintetiza los valores y principios fundamentales que guían todo el ordenamiento jurídico: la libertad, la justicia, la igualdad y el pluralismo político. Estos conceptos reflejan el compromiso de España con el respeto a los derechos fundamentales, la garantía de la participación ciudadana en la vida política y el bienestar social.
Además, el artículo 1 fue concebido en un contexto histórico de transición hacia la democracia tras la dictadura franquista, y su redacción no solo recoge influencias del constitucionalismo español previo, sino también de las constituciones europeas surgidas tras la Segunda Guerra Mundial. Este precepto ha sido objeto de interpretaciones importantes tanto en el ámbito académico como en el judicial, sirviendo como la clave de bóveda sobre la que se construye el sistema democrático español actual.

## Estructura y contenido del artículo
El artículo 1 de la Constitución Española de 1978 está compuesto por tres apartados que establecen los principios fundamentales del Estado español. A través de estos apartados, se define el carácter del Estado, se proclama la titularidad de la soberanía y se establece la forma política de gobierno. Cada uno de estos elementos articula los pilares sobre los que se asienta el sistema constitucional español y tienen profundas implicaciones en la estructura y funcionamiento del Estado.

### 1.1. Estado social y democrático de Derecho
El primer apartado del artículo proclama que "España se constituye en un Estado social y democrático de Derecho, que propugna como valores superiores de su ordenamiento jurídico la libertad, la justicia, la igualdad y el pluralismo político". Esta afirmación sintetiza los principios esenciales que guían la organización política y jurídica del país, y puede desglosarse en varios conceptos clave:
- Estado de Derecho: Este principio garantiza que todos los poderes del Estado, incluidos el ejecutivo, legislativo y judicial, están sujetos al cumplimiento de las leyes. El Estado de Derecho asegura la supremacía de la ley y la igualdad ante la misma, proporcionando un marco de seguridad jurídica. Ningún ciudadano ni institución puede actuar fuera del marco legal, y el cumplimiento de las normas es supervisado por un poder judicial independiente. Este concepto está íntimamente ligado a la tradición liberal europea y es fundamental para la protección de los derechos fundamentales y libertades individuales en España.[1]
- Estado social: A diferencia de un Estado puramente liberal, el Estado social implica que el gobierno tiene una responsabilidad activa en la promoción del bienestar y la equidad social. Esto incluye garantizar derechos fundamentales en áreas como la educación, la salud y la seguridad social, así como intervenir para reducir las desigualdades sociales y económicas. El Estado social de Derecho es un concepto característico de los Estados europeos posteriores a la Segunda Guerra Mundial, que combinan la defensa de los derechos individuales con políticas de bienestar social. La Constitución Española recoge este compromiso en varios artículos, como el 9.2, que establece la obligación de los poderes públicos de promover las condiciones para que la libertad y la igualdad de los ciudadanos sean reales y efectivas.[1]
- Estado democrático: La democracia se refiere a la participación activa de los ciudadanos en la vida política a través del sufragio universal. El Estado democrático no solo se limita a la celebración de elecciones periódicas, sino que garantiza la existencia de un sistema de derechos y libertades que permite a las personas expresarse, organizarse y participar en los asuntos públicos. En un Estado democrático, el poder emana del pueblo y se ejerce de manera representativa a través de los órganos elegidos por los ciudadanos, como el Congreso y el Senado.[1]
- Valores superiores: El artículo establece cuatro valores superiores que orientan el sistema jurídico español: la libertad, la justicia, la igualdad y el pluralismo político. Estos valores no son meras declaraciones retóricas, sino principios que guían la interpretación de las leyes y el desarrollo de las políticas públicas. La libertad asegura que los ciudadanos puedan actuar sin coacción dentro de los límites de la ley; la justicia garantiza que los derechos sean protegidos de manera imparcial; la igualdad asegura que todos los ciudadanos sean tratados de la misma manera ante la ley; y el pluralismo político reconoce y protege la diversidad de opiniones y partidos dentro del sistema democrático.[1]

Este primer apartado es clave porque no solo define el carácter jurídico-político de España, sino que sienta las bases para el desarrollo de todos los derechos y deberes recogidos en la Constitución.

### 1.2. La soberanía nacional reside en el pueblo español
El segundo apartado del artículo 1 establece que "la soberanía nacional reside en el pueblo español, del que emanan los poderes del Estado". Este precepto reafirma uno de los principios fundamentales de las democracias contemporáneas: el principio de soberanía popular. Según este principio, la legitimidad de todos los poderes del Estado emana del pueblo, y es el pueblo quien, directa o indirectamente, participa en la conformación de las instituciones que ejercen el poder.
- Soberanía nacional: La expresión "soberanía nacional" establece que la nación española es la titular de la soberanía, la fuente de todo poder. Históricamente, este concepto ha sido central en la evolución del constitucionalismo español, desde la Constitución de Cádiz de 1812 hasta la Constitución republicana de 1931. La soberanía reside colectivamente en el pueblo, y este la ejerce a través de mecanismos democráticos, como las elecciones y referendos.[1]
- Del pueblo emanan los poderes del Estado: La frase refuerza la idea de que el pueblo es la fuente originaria de todo poder. Los poderes legislativo, ejecutivo y judicial están subordinados a la voluntad popular, expresada a través del voto y otros mecanismos de participación democrática. El Tribunal Constitucional ha subrayado que este principio implica que los titulares de cargos públicos solo son legítimos cuando su autoridad deriva directa o indirectamente de la voluntad del pueblo.[1]

Este apartado reafirma el carácter democrático del Estado español y consagra la participación ciudadana como el núcleo del sistema político.

### 1.3. Monarquía parlamentaria
El tercer apartado establece que "la forma política del Estado español es la monarquía parlamentaria". Este precepto define la forma de gobierno en España, que combina la existencia de un jefe de Estado, el monarca, con un sistema parlamentario en el que el poder ejecutivo recae en el gobierno elegido democráticamente.
- Monarquía parlamentaria: En este sistema, el monarca es el jefe de Estado, pero su papel es principalmente simbólico y protocolario. El rey "reina, pero no gobierna", lo que significa que no tiene poder ejecutivo ni legislativo, y sus funciones están sometidas a las decisiones del gobierno y del Parlamento. Todos los actos del rey deben ser refrendados por el Presidente del Gobierno o los ministros competentes, lo que garantiza que el poder político real lo ejerzan los órganos democráticos.[1]
- Responsabilidad política: Aunque el rey ostenta la jefatura del Estado, su papel se limita a funciones representativas. Las decisiones políticas son adoptadas por el Gobierno, que debe contar con la confianza del Parlamento, reflejo de la voluntad popular. Esta es una característica clave de las monarquías parlamentarias contemporáneas, en las que la figura del monarca se mantiene por tradición, pero sin funciones políticas efectivas.[1]

La elección del término "monarquía parlamentaria" fue objeto de debate durante la redacción de la Constitución. Algunos proponían el uso de "monarquía constitucional", pero finalmente se adoptó la fórmula parlamentaria, que subraya el carácter democrático del sistema de gobierno en el que el rey no tiene un papel activo en la toma de decisiones políticas.

## Referentes históricos y constitucionales
El artículo 1 de la Constitución Española de 1978 tiene raíces profundas en el constitucionalismo histórico español y se nutre de influencias clave del Derecho constitucional comparado, especialmente de constituciones europeas de la posguerra. Para comprender plenamente su importancia, es esencial examinar cómo este precepto sintetiza y actualiza las tradiciones previas, así como el contexto internacional en el que se inserta.

### Constitucionalismo histórico español
El concepto de soberanía nacional, establecido en el apartado 2 del artículo 1, tiene sus primeros antecedentes en la Constitución de Cádiz de 1812, considerada la primera constitución liberal española. En su artículo 3, esta Constitución afirmaba: "La soberanía reside esencialmente en la Nación, y por lo mismo, pertenece a ésta exclusivamente el derecho de establecer sus leyes fundamentales". Esta formulación marcó una ruptura con el absolutismo monárquico al transferir la fuente de legitimidad del poder a la nación, un principio que se mantendría en posteriores constituciones.
Durante el siglo XIX, las constituciones españolas mantuvieron el principio de soberanía nacional. La Constitución de 1837, resultado de un pacto entre fuerzas liberales progresistas y moderadas, reafirmaba en su preámbulo la idea de que la soberanía residía en la nación española. Más tarde, la Constitución de 1869, un documento clave del período del Sexenio Democrático, declaraba en su artículo 32: "La soberanía reside esencialmente en la Nación, de la cual emanan todos los poderes". Este concepto de soberanía nacional fue central en la evolución del constitucionalismo liberal en España, sentando las bases para la idea contemporánea de que todos los poderes del Estado deben emanar del pueblo.
Con la llegada de la Segunda República en 1931, la Constitución republicana adoptó una perspectiva más centrada en la soberanía popular. El artículo 1.2 de la Constitución de 1931 señalaba que "Los poderes de todos sus órganos emanan del pueblo", dejando de lado el concepto de "nación" y enfatizando una concepción más directa de la soberanía popular. Este enfoque reflejaba el espíritu democrático y republicano de la época, donde la legitimidad del poder recaía directamente en el pueblo, sin las intermediaciones que el concepto de soberanía nacional podía implicar.
En cuanto a la forma de gobierno, las constituciones anteriores a 1978 también recogían fórmulas relacionadas con la monarquía. La Constitución de Cádiz de 1812 definía la forma de gobierno como una "monarquía moderada hereditaria", un concepto que limitaba el poder del rey a través de la creación de instituciones representativas. Más adelante, la Constitución de 1869 afirmaba simplemente que "La forma de Gobierno de la Nación española es la Monarquía" (art. 33). No obstante, la monarquía en estas constituciones no estaba delimitada como parlamentaria, lo que sí ocurre en la Constitución de 1978, donde el monarca ocupa una posición simbólica y protocolaria dentro de un sistema en el que el poder ejecutivo y legislativo reside en el Parlamento.

### Derecho constitucional comparado
El proceso constituyente de 1978 no solo miró hacia el pasado constitucional español, sino que también se inspiró en los avances del constitucionalismo europeo de la posguerra. Este período estuvo marcado por la adopción de nuevas constituciones en países como Italia, Alemania y Francia, que influyeron notablemente en la redacción de la Constitución española.
Uno de los referentes más importantes es la Constitución italiana de 1947, que en su artículo 1 proclama: "Italia es una República democrática basada en el trabajo. La soberanía pertenece al pueblo, quien la ejerce en las formas y con los límites de la Constitución". Este principio de soberanía popular influyó claramente en la redacción del artículo 1 de la Constitución española, que también afirma la preeminencia del pueblo como fuente de poder, aunque en el caso español se usa el término "soberanía nacional" para mantener un equilibrio entre la noción de nación y la voluntad popular.
Otro referente crucial es la Ley Fundamental de Bonn de 1949, la constitución de la República Federal de Alemania. En su artículo 20, la Ley de Bonn proclama que "La República Federal de Alemania es un Estado federal, democrático y social". Esta referencia fue clave para la incorporación del concepto de Estado social y democrático de Derecho en el artículo 1 de la Constitución española. Este modelo de Estado combina el respeto a las libertades individuales y políticas con una activa participación del Estado en la promoción del bienestar social, un concepto que también aparece desarrollado en la Constitución española a través de diversos preceptos que abogan por la protección de los derechos sociales, económicos y culturales de los ciudadanos.
La Constitución francesa de 1958, que establece la Quinta República, también fue una fuente de inspiración. Aunque no incluye el término "Estado social", su artículo 2 afirma que "La divisa de la República es: Libertad, Igualdad y Fraternidad", principios que, de manera similar, se reflejan en los valores superiores del ordenamiento jurídico español: libertad, justicia, igualdad y pluralismo político. Este reconocimiento de valores superiores no solo como principios filosóficos, sino como guías para la interpretación del ordenamiento jurídico, es uno de los aportes del constitucionalismo europeo de la posguerra que España incorporó plenamente en su Constitución.
En resumen, el artículo 1 de la Constitución Española de 1978 integra tanto la tradición constitucional española como influencias internacionales clave. El concepto de soberanía nacional, presente desde las primeras constituciones españolas, se actualiza y combina con ideas más modernas de soberanía popular. Del mismo modo, la formulación de un Estado social y democrático de Derecho está enraizada en los desarrollos constitucionales europeos posteriores a la Segunda Guerra Mundial, que buscaban garantizar no solo los derechos políticos, sino también los derechos sociales de los ciudadanos en un entorno democrático y pluralista. Este enfoque sitúa a la Constitución de 1978 en línea con las democracias europeas contemporáneas, marcando una ruptura definitiva con el autoritarismo del régimen franquista y la apertura de una nueva etapa democrática en la historia de España.